# Sutatenza
Sutatenza – miasto w Kolumbii, w departamencie Boyacá.